# Luz Casanova
Luz Casanova (Avilés, 28 de agosto de 1873; Madrid, 8 de enero de 1949), nacida como Luz Rodríguez-Casanova y García San Miguel, fue una laica española y fundadora de la Congregación Damas Apostólicas del Sagrado Corazón de Jesús.Ha sido declarada venerable por la iglesia católica el 1 de diciembre de 2016.

## Biografía
Luz Casanova nació en el edificio hoy desaparecido sito en el número 30 de la calle de La Cámara, en el seno de una familia de la aristocracia: su padre Florentino Rodríguez-Casanova (que murió cuando Luz contaba con tan solo cinco años) era gobernador civil de Oviedo, su padrino, su tío Julián García San Miguel y Zaldúa (político y escritor español, ministro de Gracia y Justicia durante la regencia de María Cristina de Habsburgo); y su madre Leónides era la marquesa de Onteiro e hija de José García-San Miguel y López (primer marqués de Teverga).
Fue bautizada en la parroquia de San Nicolás de Bari de Avilés, el 30 de agosto de 1873, y confirmada a los cuatro años por el Arzobispo de Manila en Madrid.
Tras la muerte de su padre y de su abuelo, al que estaba particularmente unida, la familia se traslada definitivamente a Madrid en el año 1885. Poco después de su llegada a la capital de España, Luz queda impresionada por los sufrimientos que padecen los más pobres e indefensos de la sociedad, en especial las mujeres que malviven por las calles. Es por ello por lo que ya en 1888 decide dedicar su vida a ayudar a los más desvalidos. Tras una peregrinación al Santuario de Lourdes en el año 1897, decidió fundar el “Patronato de Enfermos”.
La labor de Luz no fue nunca un trabajo individualista, sino que desde sus inicios trató de involucrar en su visión y “misión” a todos aquellos que tenían una sensibilidad especial hacia los más necesitados.  Por ello utilizó todos los medios a su alcance, incluidos aquellos que en su época estaban vedados a las mujeres, como los de comunicación social, para implicar a otras personas, para crear una movilización y una concienciación social que luchara por una redistribución de la riqueza más equitativa.
Luz Casanova fue una precursora del voluntariado social, su labor se veía apoyada por “auxiliares y colaboradores”, que ayudaban a desarrollar la pluralidad y a extender la obra de lo que sería más tarde la congregación religiosa de las Damas Apostólicas.
Gracias a toda esta ayuda y colaboración en el año 1902 abre su primera escuela “Obra de la Preservación de la Fe” y “Educación popular”  a la que seguirán muchas otras en los siguientes años, que constituían una red de pequeños centros educativos que se ubicaban en barrios marginales para ayudar a la educación de los niños y jóvenes más pobres.
En el año 1910 se funda el “Patronato de enfermos”, proyecto que trataba de crear una red de asistencia médica y espiritual a las clases obreras más pobres. El trabajo es tal que a partir de 1924 Luz y sus compañeras deciden vivir en comunidad, mientras solicitan la creación de la congregación “Damas Apostólicas del Sagrado Corazón de Jesús”, que fue aprobada por el obispo de Madrid en el año 1927.
En 1929 el arquitecto Críspulo Moro Cabeza lleva a cabo las obras del Noviciado de las Damas Apostólicas del Sagrado Corazón de Jesús en el paseo de La Habana 198 de Madrid. Y en el año 1930 el grupo inicial realiza su  profesión religiosa.
A partir de este momento la congregación se expande geográficamente y abre casas en Granada, Barcelona, Valencia e incluso en Roma.
La guerra civil supuso un duro golpe para la congregación, pero una vez terminada reiniciaron su labor social. En el año 1943 el papa Pío XII aprueba temporalmente (hasta la llegada de la aprobación definitiva en el año 50) las Constituciones de la congregación.